# Mohamed Awad
Mohamed Hussein Awad Moussa (in arabo محمد عواد‎?; Ismailia, 6 luglio 1992) è un calciatore egiziano, portiere dello Zamalek.

## Carriera

### Club
Il 31 luglio 2019 passa allo Zamalek, firmando un contratto valido per cinque stagioni.

### Nazionale
Esordisce con la selezione dei Faraoni il 13 agosto 2017 contro la Libia in amichevole. In precedenza aveva disputato alcuni incontri con le nazionali giovanili, prendendo parte con la selezione Under-20 ai Mondiali di categoria nel 2011.
Il 13 marzo 2018 viene selezionato dal CT Héctor Cúper in vista degli impegni amichevoli di preparazione in vista dei Mondiali 2018 con Portogallo e Grecia.

## Statistiche

### Presenze e reti nei club
Statistiche aggiornate al 15 dicembre 2024.
| Stagione        | Squadra         | Campionato      | Campionato | Campionato | Coppe nazionali | Coppe nazionali | Coppe nazionali | Coppe continentali | Coppe continentali | Coppe continentali | Altre coppe | Altre coppe | Altre coppe | Totale | Totale |
| Stagione        | Squadra         | Comp            | Pres       | Reti       | Comp            | Pres            | Reti            | Comp               | Pres               | Reti               | Comp        | Pres        | Reti        | Pres   | Reti   |
| --------------- | --------------- | --------------- | ---------- | ---------- | --------------- | --------------- | --------------- | ------------------ | ------------------ | ------------------ | ----------- | ----------- | ----------- | ------ | ------ |
| 2013-2014       | Ismaily         | PL              | 16         | -11        | CE              | 3               | -1              | CC                 | 3                  | 0                  | -           | -           | -           | 22     | -12    |
| 2014-gen. 2015  | Ismaily         | PL              | 0          | 0          | CE              | 1               | -1              | -                  | -                  | -                  | -           | -           | -           | 1      | -1     |
| gen.-giu. 2015  | Al-Masry        | PL              | 22         | -20        | CE              | 1               | 0               | -                  | -                  | -                  | -           | -           | -           | 23     | -20    |
| 2015-2016       | Ismaily         | PL              | 23         | -23        | CE              | 2               | -4              | -                  | -                  | -                  | -           | -           | -           | 25     | -27    |
| 2016-2017       | Ismaily         | PL              | 34         | -28        | CE              | 2               | -2              | -                  | -                  | -                  | -           | -           | -           | 36     | -30    |
| 2017-2018       | Ismaily         | PL              | 31         | -22        | CE              | 3               | -4              | -                  | -                  | -                  | -           | -           | -           | 34     | -26    |
| Totale Ismaily  | Totale Ismaily  | Totale Ismaily  | 104        | -84        |                 | 11              | -12             |                    | 3                  | 0                  |             | -           | -           | 118    | -96    |
| 2018-2019       | Al-Wahda        | SPL             | 27         | -34        | KC              | 3               | -4              | -                  | -                  | -                  | -           | -           | -           | 30     | -38    |
| 2019-2020       | Zamalek         | PL              | 7          | -7         | CE              | 3               | 0               | CCL                | 5                  | -3                 | SE+SE+SA    | 1+0+0       | -3          | 16     | -13    |
| 2020-2021       | Zamalek         | PL              | 7          | -7         | CE              | 3               | -2              | CCL                | 0                  | 0                  | -           | -           | -           | 10     | -9     |
| 2021-2022       | Zamalek         | PL              | 19         | -12        | CE              | 4               | -2              | CCL                | 1                  | 0                  | SE          | 1           | -2          | 25     | -16    |
| 2022-2023       | Zamalek         | PL              | 16         | -14        | CE              | 3               | -7              | CCL                | 7                  | -4                 | -           | -           | -           | 26     | -25    |
| 2023-2024       | Zamalek         | PL              | 11         | -10        | CE              | 0               | 0               | ACC+CC             | 0+12               | -6                 | -           | -           | -           | 23     | -16    |
| 2024-2025       | Zamalek         | PL              | 4          | -3         | CE              | 0               | 0               | CC                 | 3                  | -2                 | SE+SA       | 2+1         | -1 + -1     | 10     | -7     |
| Totale Zamalek  | Totale Zamalek  | Totale Zamalek  | 64         | -53        |                 | 13              | -11             |                    | 28                 | -15                |             | 5           | -7          | 110    | -86    |
| Totale carriera | Totale carriera | Totale carriera | 217        | -191       |                 | 28              | -27             |                    | 31                 | -15                |             | 5           | -7          | 281    | -240   |

### Cronologia presenze e reti in nazionale
| Cronologia completa delle presenze e delle reti in nazionale ― Egitto | Cronologia completa delle presenze e delle reti in nazionale ― Egitto | Cronologia completa delle presenze e delle reti in nazionale ― Egitto | Cronologia completa delle presenze e delle reti in nazionale ― Egitto | Cronologia completa delle presenze e delle reti in nazionale ― Egitto | Cronologia completa delle presenze e delle reti in nazionale ― Egitto | Cronologia completa delle presenze e delle reti in nazionale ― Egitto | Cronologia completa delle presenze e delle reti in nazionale ― Egitto |
| Data                                                                  | Città                                                                 | In casa                                                               | Risultato                                                             | Ospiti                                                                | Competizione                                                          | Reti                                                                  | Note                                                                  |
| --------------------------------------------------------------------- | --------------------------------------------------------------------- | --------------------------------------------------------------------- | --------------------------------------------------------------------- | --------------------------------------------------------------------- | --------------------------------------------------------------------- | --------------------------------------------------------------------- | --------------------------------------------------------------------- |
| 5-6-2017                                                              | Il Cairo                                                              | Egitto                                                                | 1 – 0                                                                 | Libia                                                                 | Amichevole                                                            | -                                                                     | 46’                                                                   |
| 13-8-2017                                                             | Alessandria d'Egitto                                                  | Egitto                                                                | 1 – 1                                                                 | Marocco                                                               | Q. Campionato delle Nazioni Africane 2018                             | -1                                                                    |                                                                       |
| 18-8-2017                                                             | Rabat                                                                 | Marocco                                                               | 3 – 1                                                                 | Egitto                                                                | Q. Campionato delle Nazioni Africane 2018                             | -3                                                                    |                                                                       |
| 27-3-2018                                                             | Zurigo                                                                | Egitto                                                                | 0 – 1                                                                 | Grecia                                                                | Amichevole                                                            | -1                                                                    |                                                                       |
| 13-10-2019                                                            | Alessandria d'Egitto                                                  | Egitto                                                                | 1 – 0                                                                 | Botswana                                                              | Amichevole                                                            | -                                                                     | 61’                                                                   |
| Totale                                                                |                                                                       | Presenze                                                              | 5                                                                     |                                                                       | Reti                                                                  | -5                                                                    |                                                                       |

## Palmarès

### Club

#### Competizioni nazionali
- Campionato egiziano: 2

Zamalek: 2020-2021, 2021-2022
- Coppa d'Egitto: 2

Zamalek: 2018-2019, 2020-2021
- Supercoppa d'Egitto: 1

Zamalek: 2019

#### Competizioni internazionali
- Coppa della Confederazione CAF: 1

Zamalek: 2023-2024
- Supercoppa CAF: 2

Zamalek: 2020, 2024

### Individuale
- Egyptian Premier League Team of the Year: 1[5]

2016-2017